# Joseph Lamberton
 (mars 2018).
Pour les articles homonymes, voir Lamberton.
Joseph Lamberton, né à Saint-Jean-en-Royans (Drôme) le 12 octobre 1867 et mort à Saint-Étienne (Loire) le 26 décembre 1943, est un peintre et sculpteur français.

## Biographie
Né dans la Drôme, dans la maison de ses grands-parents maternels, Joseph Lamberton est le fils d'un graveur sur métaux installé à Saint-Étienne. Il étudie d'abord à l'école régionale des arts industriels de Saint-Étienne de 1883 à 1887, qui forme des artistes professionnels pour la gravure sur armes ou le dessin de rubans. Vite remarqué par ses professeurs pour ses dons artistiques, il est jugé digne de présenter le concours de l'École nationale supérieure des beaux-arts, en sculpture. Tout en préparant le concours d'entrée, il s'inscrit à l’École nationale des arts décoratifs le 23 février 1888 en sculpture. Il ne réussit pas le concours d'entrée à l’École nationale des beaux-arts de Paris, mais il est admis directement dans l'atelier d'Alexandre Falguière le 23 mars 1892.
Il découvre la peinture, fréquente les ateliers de Jean-Paul Laurens et de Benjamin-Constant à l'Académie Julian (il y est inscrit en 1895 et 1896), côtoie Jacques-Émile Blanche et Auguste Rodin. Il épouse en 1892 Adrienne Chapuson, professeur de dessin et de peinture à l'École normale d'institutrices et à l'École pratique de commerce et d'industrie de Saint-Étienne ; celle-ci devient son inspiratrice et sa collaboratrice. Bien que ses talents de portraitiste et de coloriste soient appréciés, Joseph Lamberton va quitter, à regret, la vie parisienne et s'installer à Saint-Étienne, après la mort de son fils unique, en 1905. De 1910 à 1913, il est le professeur de la sculptrice Germaine de Roton.

## Son œuvre
À Saint-Étienne, Lamberton est connu avant tout comme sculpteur, décorant des façades d'immeubles dans le style Art nouveau pour l'architecte Noulin-Lespès. En 1900, la Ville de Saint-Étienne réalise la percée de l'avenue Félix Faure. On confie le côté pair à Noulin-Lespès, le côté impair revenant à Léon Lamaizière. Une autre façade de Lamberton pour le même architecte est située au 40, rue Richelandière. Il réalise des monuments, dont le plus important est le Monument du souvenir français, au cimetière du Crêt de Roc de Saint-Étienne, inauguré en juillet 1910.
La décoration de la façade du 34, rue du Onze-Novembre est une facétie de l'artiste : l'architecte et propriétaire de l'immeuble, Aimé Berthon, étant pressé d'occuper les lieux, bouscule le sculpteur et les artisans du chantier. Lamberton installe alors sous les balcons trois atlantes nus et la corde au cou (lui-même, le maçon et le transporteur), le quatrième atlante, affublé de la cagoule du bourreau, a pour modèle l'architecte.
Parmi ses statues les plus célèbres, l'une en bronze représente Michel Rondet, défenseur des mineurs, érigée en 1910 à La Ricamarie, et La Muse de la Musique en hommage au compositeur Jules Massenet, originaire de Saint-Étienne (1926). Si la sculpture est son métier, la peinture est sa passion. Il expose au Salon des artistes français à Paris de 1899 à 1914, en tant que peintre et sculpteur. Après une longue interruption, il n'expose plus que des peintures de 1934 à 1940. Dans le même temps, sociétaire de la Société lyonnaise des beaux-arts, il expose à Lyon dès 1903, avec, semble-t-il, la même interruption à partir de 1914, avant d'exposer tous les ans de 1932 à 1944. À Saint-Étienne, il expose dès 1891 en sculpture et peinture, puis de 1903 à 1944 au Salon des arts du Forez. Il expose personnellement deux fois à la galerie Livet, à Saint-Étienne, en 1941, avec succès.
Parmi les œuvres décoratives encore en place, on peut voir celles de l'église Saint-Louis (1930), de l'ex-salle des mariages, aujourd'hui salle Lamberton, de l'hôtel de ville de Saint-Étienne (1934-1935) et enfin La Cène pour l'église de La Fouillouse (1941).
Comme peintre de chevalet, il pratique avant tout le portrait, dont beaucoup de jeunes garçons d'une douzaine d'années qui lui rappellent son fils disparu, ainsi que le nu féminin et la nature morte dans un style post-impressionniste.

## Hommage
Son souvenir est perpétué dans la vie stéphanoise, en 2010, par le centre Adapei Lamberton, situé au bord du quartier de Méons, qui accueille des déficients physiques et mentaux.